# Sonate pour piano no 3 de Szymanowski
Pour les articles homonymes, voir Sonate pour piano (homonymie).
La Sonate pour piano op. 36 est la troisième et dernière, écrite par Karol Szymanowski en 1917.
En 1914, le compositeur se réfugie dans son village natal en Ukraine et y reste jusqu'à la Révolution Russe avant d'en être chassé. Il y écrit une série d'œuvres impressionnistes à inspiration littéraire : Mythes pour violon et piano,  Métopes et Masques pour piano.
Il revient, avec sa troisième sonate, à une forme plus classique, d'une écriture beaucoup plus resserrée que pour la seconde, cette dernière étant près de deux fois plus longue. Il achève ainsi sa période impressionniste.
L'œuvre comporte quatre mouvements et son exécution demande environ un peu plus de vingt minutes.
1. Presto
2. Adagio
3. Assai vivace
4. Fuga